# Mihnea II Turcitul
Mihnea II Turcitul (i.e le Turc ou l'Islamisé) (juillet 1564-1601) est prince de Valachie de 1577 à 1583 et de 1585 à 1591.

## Biographie
Mihnea II Turcitul est le fils d'Alexandru II Mircea et de Catherine Salvaresso, issue d’une famille italo-levantine de Péra, à Constantinople. Il est nommé prince de Valachie sous la régence de sa mère, à l'âge de 13 ans, en septembre 1577, en échange d’une augmentation considérable du tribut dû à la Porte qui s’élève à 117 000 ducats d’or. Il est expulsé du trône en juillet 1583 par Petru II Cercel, un prétendant soutenu par le roi Henri III de France. Il est de nouveau investi, du 6 juin 1585 à mai 1591. Écarté une seconde fois à l’issue d’un règne marqué par une pression fiscale sans précédent, il se convertit à l'Islam avec un de ses fils et devient gouverneur de Nicopolis sous le nom de Mehmet Bey. Il meurt à Tripoli en 1601.

## Mariage et descendance
Il épouse en juin 1582 Neaga, fille du Vlaicu Jupan de Cislau, dont il a :
- Alexandru cel Tânăr, mort le 8 février 1589 ;
- Radu, né en 1584 et converti à l'Islam avec son père ;
- Vlad, tué le 5 mai 1591.

De sa liaison avec Voica, sœur du Jupan Bratcul, il a un fils illégitime :
- Radu IX Mihnea, né en 1585, prince de Valachie et de Moldavie.